# Desmilitarización

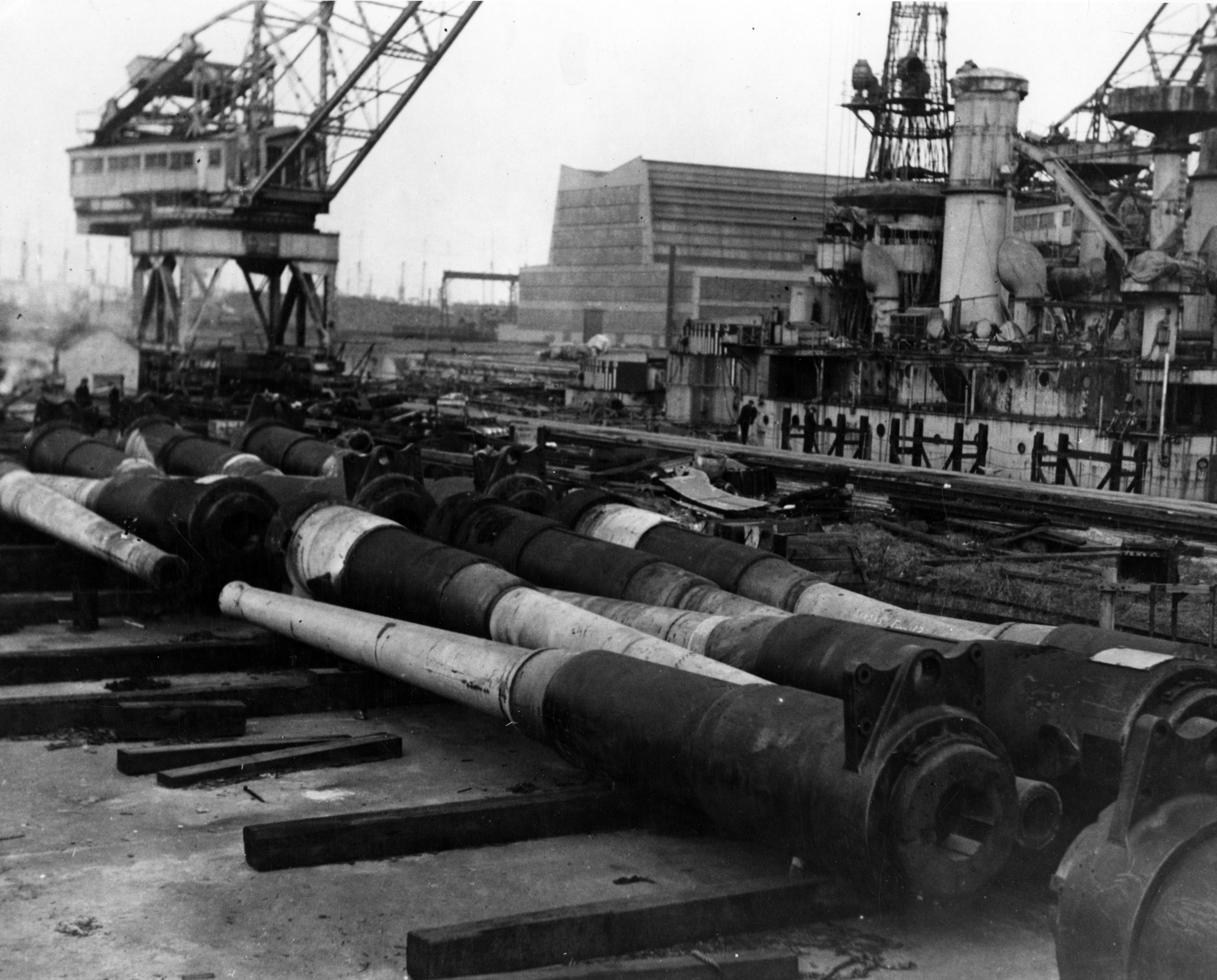
Desmilitarizada

La desmilitarización puede significar la reducción de las fuerzas armadas de un estado o país, o un proceso que trata de afrontar todos los aspectos de la militarización de la sociedad con el objetivo de conseguir reducirla o eliminarla. La desmilitarización en este sentido suele ser el resultado de un tratado de paz que pone fin a una guerra o un conflicto importante. Una drástica reducción voluntaria en el tamaño de un ejército victorioso se llama desmovilización. La desmilitarización fue una política en varios países después de ambas guerras mundiales. A raíz de la Primera Guerra Mundial, el Reino Unido redujo en gran medida su poderío militar. La posición resultante de debilidad durante el ascenso del régimen Nazi en Alemania fue una de las causas que condujeron a la política de apaciguamiento.

## Conceptos o definiciones más comunes
Su principal objetivo es la reducción o eliminación de los estamentos e instituciones militares existentes, reconvirtiendo las que corresponda al ámbito civil.  Para ello, la desmilitarización requiere de un proceso de conversión de los cuerpos militares y las industrias militares en actividades civiles, y el control, reducción e incluso prohibición de la venta de armamento. Por ejemplo, la Polizia di Stato italiana se desmilitarizó en 1981, y la Gendarmería de Austria se fusionó con la policía nacional, formando un nuevo cuerpo civil.
La desmilitarización también puede referirse a las políticas empleadas por las fuerzas aliadas durante la ocupación de Japón y Alemania después de la Segunda Guerra Mundial. Los militares japoneses y alemanes recibieron nuevas insignias para disociarlos de su reciente historia de guerra, pero se mantuvieron activos y reforzados para ayudar a los aliados a enfrentar la nueva amenaza soviética que se hizo evidente al finalizar la Segunda Guerra Mundial y comenzó la Guerra Fría.
La desmilitarización también puede referirse a la reducción de uno o más tipos de armas o sistemas de armas (véase Control de armas) o la eliminación de equipo de combate de un buque de guerra (véase el Acorazado japonés Hiei). La desmilitarización incluye también reducir o eliminar el componente militar de los cuerpos de seguridad policiales y de inteligencia, dotándolos de mayores cotas de democracia en su funcionamiento interno, al tiempo que se les somete a un mayor control democrático y ciudadano.
Una zona desmilitarizada es un área específica, como una zona de amortiguamiento entre las naciones que se involucraron anteriormente en un conflicto armado, donde están prohibidas las personas, el equipo o las actividades militares.

## Objetivo
La desmilitarización de la sociedad tiene como uno de sus objetivos fundamentales la propuesta de alternativas a la educación militarizada. Esta actividad es denominada como desmilitarización de la educación, que trata de mostrar que los valores militares como la obediencia, la disciplina, el patriarcado, el androcentrismo y, sobre todo, la violencia como medio para resolver conflictos, contradicen los valores de paz, diálogo y libertad, pilares básicos de la educación en cualquier sociedad democrática. La desmilitarización de la educación plantea que los principios del ejército se oponen a los valores propios de una educación democrática: la libertad personal, el pensamiento crítico, la solidaridad con los más débiles, el respeto a la diversidad y la igualdad entre pueblos, así como entre hombres y mujeres.
Las actividades e iniciativas por la desmilitarización se sitúan en el marco de la lucha social contra el militarismo, prestando especial atención a las actividades que desde instancias militares se llevan a cabo para justificar y legitimar su tarea, que en muchas ocasiones es rechazada y criticada por buena parte de la sociedad. 

## Ética
La desmilitarización trata de visibilizar las estrategias por las que el militarismo ha intentado incluir como parte fundamental de su doctrina discursos de solidaridad y paz, incluyéndolos como valores propios e incluso preponderantes de los ejércitos y de las intervenciones militares. En este sentido, uno de los aspectos más relevantes es el denominado militarismo humanitario, el cual utiliza como principal justificación de las intervenciones militares el principio de injerencia humanitaria. 
La desmilitarización, no solo rechaza las intervenciones militares autodenominadas humanitarias, sino que también propone alternativas a los ejércitos y a la vía militar como único modo de afrontar la seguridad o la defensa de un país. Los discursos desmilitarizadores promueven como alternativa la seguridad humana, proponiendo de este modo, intervenir en situaciones de necesidad de seguridad y protección en lugares en los que haya violencia armada o de cualquier otro tipo, pero no por la vía de la fuerza militar sino a través de intervenciones humanitarias que generen espacios de seguridad en relación con la salud, la seguridad alimentaria, al acceso al trabajo, al respeto de los derechos humanos, a la conservación del medio natural, al derecho a la educación y a la participación política.

## Ejemplos de desmilitarización
Los ejemplos de desmilitarización incluyen:
- El Tratado de Versalles prohíbía a la Alemania posterior a la Primera Guerra Mundial tener una fuerza aérea, vehículos blindados y ciertos tipos de buques de guerra. Además, estableció una zona desmilitarizada en Renania.
- La Abolición del Ejército de Costa Rica, después de que finalizara la Guerra Civil de 1948 en el país.
- Las reducciones masivas de personal militar en los países aliados, después de la Primera Guerra Mundial.
  - La Desmovilización de las Fuerzas armadas británicas después de que Segunda Guerra Mundial
- El Tratado Naval de Washington
- La Convención sobre Armas Químicas